# Salvia divinorum
Salvia divinorum Epling & Játiva (nota anche come Maria Pastora, Ska Maria Pastora) è una pianta psicoattiva allucinogena della famiglia delle Lamiacee.
È una pianta diffusa in natura quasi solo in Messico, nella zona della Sierra Madre Mazateca. La riproduzione avviene quasi esclusivamente tramite talea, i semi vengono prodotti molto raramente dalla pianta (e raramente germinano) la quale risulta essere arrivata in Europa tramite i cloni donati nel 1962 da una curandera Mazateca a R. Gordon Wasson e Albert Hofmann.
Ne è attestato, da tempo immemorabile, l'uso rituale da parte degli indios Mazatechi della regione di Oaxaca (Messico), in riti religiosi di divinazione e cura.

## Descrizione

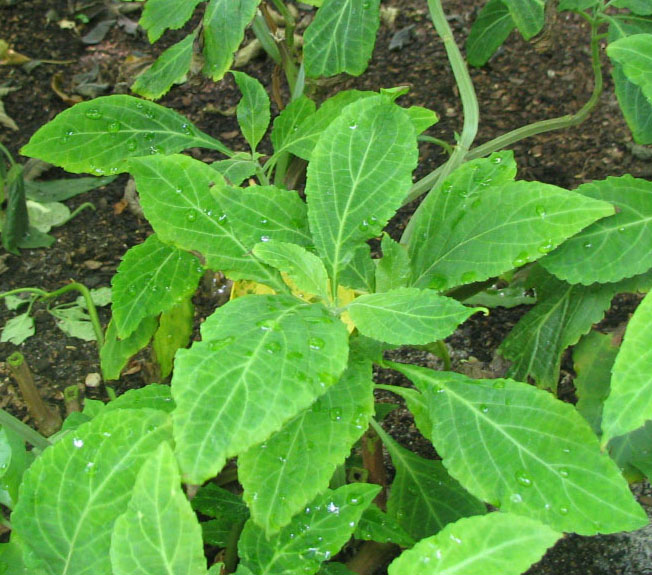
Pianta di Salvia Divinorum

La pianta cresce in natura tra i 60 centimetri e il metro di altezza e presenta foglie che vanno tra i 5 ed i 10 centimetri di lunghezza dall'aspetto simile al fogliame della menta.
L'infiorescenza presenta una colorazione tra il bianco ed il viola ma talvolta possono presentare colorazioni rossastre, la dimensione di questa arriva ad un massimo di 30 centimetri e presenta piccoli fiori di un massimo di 3 centimetri di lunghezza.
Quando fiorisce nell'habitat naturale lo fa da settembre sino a maggio.

## Distribuzione e habitat
S. divinorum cresce soltanto nella foresta pluviale della Sierra Mazateca, in luoghi spesso ombrosi e particolarmente umidi ad altitudini tra 300 e 1830 metri.
Cresce vicino ai cespugli limitrofi a corsi d'acqua visto che così può avere a disposizione umidità e sufficiente ombra fornita dal cespuglio.

## Principio attivo
La salvinorina A presente nelle foglie della pianta è attualmente oggetto di studio; non si possiede ancora, tuttavia, un quadro preciso degli effetti della molecola, in quanto non paragonabile ad altre sostanze psicoattive. L'attività psicotropa della salvinorina A agisce selettivamente su un particolare recettore chiamato k-oppioide (KOR). La salvinorina A è stata riconosciuta come la più potente sostanza psicoattiva naturale nel 2002, anno in cui la salvia è diventata illegale in Australia.

## Effetti e rischi
S. divinorum è considerata un enteogeno e uno dei pochi allucinogeni dissociativi presenti in natura.
S. divinorum storicamente per gli sciamani Mazatechi impersona una divinità femminile, individuata poi con l'arrivo dei Conquistadores nella Vergine Maria, da qui il nome Maria Pastora (entità femminile guida di un culto divenuto sincretico). Veniva utilizzata nei tempi più remoti come oracolo, ci si rivolgeva alla divinità per chiedere consiglio, per sapere dove ritrovare oggetti smarriti o rubati.
Gli effetti risultano essere per lo più di breve durata, a seconda del metodo di assunzione possono variare dai 5 ai 30 minuti se fumata, una o due ore se masticata (assunzione sublinguale tramite foglie fresche o estratti) e più ore se ingerita ma con un picco d'intensità più limitato (non sempre gli effetti dell'ingestione delle foglie vengono percepiti perché la Salvinorina A è di difficile assorbimento da parte dell'apparato gastrointestinale).
La sensibilità alla sostanza varia enormemente da persona a persona: dosaggi privi di effetti in alcuni soggetti possono generare esperienze molto intense in altri; per questo, pur essendone fortemente sconsigliata l'assunzione, è opportuno giungere a dosaggi più elevati in modo graduale, per evitare esperienze inaspettate e conseguenti ricadute sull'umore e sulla psiche.
Particolare riscontrato spesso dagli utilizzatori (nonché dai progenitori Mazatechi) è la differenza sostanziale tra le esperienze condotte in presenza di luce e in assenza della stessa, le prime risultano essere per lo più vaghe, poco dettagliate se non del tutto assenti, le seconde risultano essere molto più profonde e definite fino a dare l'idea di trovarsi fisicamente in altri luoghi e situazioni. Questa particolare sensibilità alla luce esterna risulta differente nel caso di utilizzo di estratti concentrati e foglie potenziate, di fatto in grado di modificare molto più profondamente la psiche.
Inoltre l'effetto varia notevolmente anche in base all'umore della persona al momento dell'assunzione e all'ambiente in cui ci si trova. In ogni caso è sconsigliata l'assunzione in situazioni affollate e in cui occorra compiere determinate azioni (la perdita di percezione della realtà esterna può essere pericolosa per se stessi e per gli altri).
Come molti psichedelici potrebbe compromettere l'equilibrio psichico, essendo causa di depressione, insonnia, slatentizzazione di psicosi pregresse e disturbi paranoidi.
Rischi concreti all'incolumità fisica sono legati alla perdita di percezione del proprio corpo, si possono verificare cadute o urti e conseguenti ferite importanti.

## Legislazione

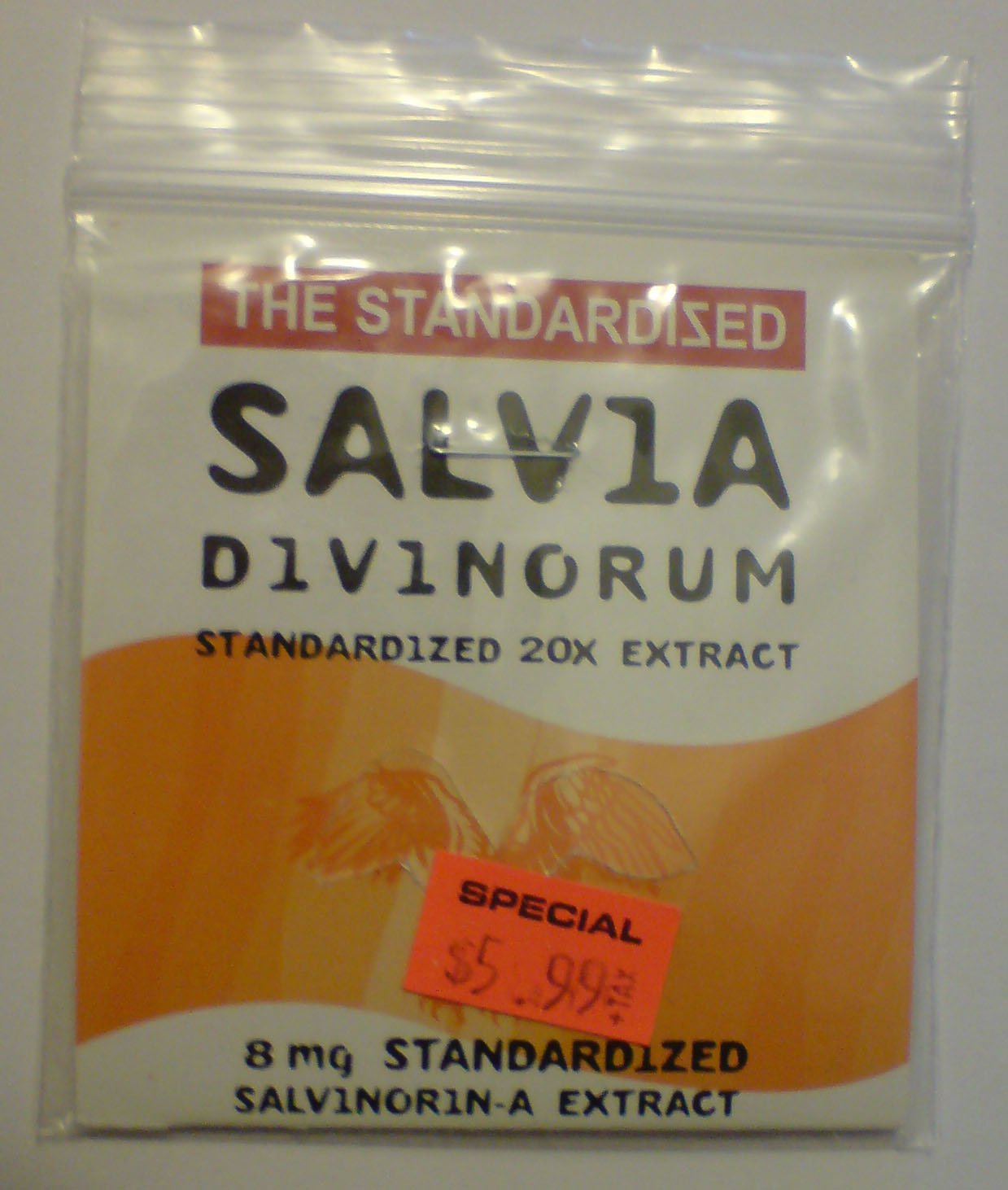
Estratto di Salvia Divinorum in vendita nei Paesi in cui è legale.

Molti paesi controllano Salvia divinorum in qualche modo. Dal 2015 è illegale in Australia, Belgio, Canada, Croazia, Repubblica Ceca, Danimarca, Germania, Hong Kong, Italia, Giappone, Lettonia, Lituania, Polonia, Portogallo, Repubblica d'Irlanda, Romania, Corea del Sud, Svezia e Svizzera. È legale possederla e coltivarla in Cile, Francia e Spagna, ma non per la vendita. In Russia è legale possederla, ma non coltivarla o venderla.

### In Italia
Precedentemente venduta negli smart shop italiani, Il Ministero della Salute, nella Gazzetta Ufficiale N. 54 del 7 marzo 2005, ha aggiunto la pianta e il suo principio attivo (salvinorina A) nella lista delle sostanze vietate, in seguito alle valutazioni dell'Istituto Superiore della Sanità.